# Cristian Olivera Ibarra
Cristian Gonzalo Olivera Ibarra (Montevideo, 17 de abril de 2002), mayormente conocido como el Kike Olivera, es un futbolista uruguayo que juega como delantero. Su equipo es el Grêmio Foot-Ball Porto Alegrense del Campeonato Brasileño de Serie A. Es hermano del también futbolista Andrés Olivera.

## Trayectoria
Fruto de las divisiones inferiores del Defensor Sporting Club, en 2018 ingresó en el CA Rentistas en categoría juvenil.
En 2019 debuta con el primer equipo del CA Rentistas en la Segunda División de Uruguay, con el que consiguió el ascenso a la Primera División de Uruguay. Durante la temporada jugaría 21 partidos de liga y 4 más de play-off anotando 3 goles.
Olivera destacaría en el Torneo Apertura, llevando al liderato a su equipo al cosechar cinco triunfos y cinco empates en las diez primeras jornadas del campeonato en los que anotaría 3 goles. En agosto de 2020, fue designado por la Asociación Uruguaya de Fútbol como el Joven Talento del mes.
El 15 de septiembre de 2020 fue traspasado a la U. D. Almería de la Segunda División de España a cambio de 2 millones de euros. Posteriormente, el 27 de abril de 2021 la U. D. Almería le cedió al C. A. Peñarol durante una temporada. Dicha cesión incorporaba una opción de compra por parte de Peñarol por valor de 10 millones de euros.
En agosto de 2023, fue traspasado a Los Angeles F. C., donde firmó contrato hasta 2026, aunque existe la opción de que se extienda hasta 2027.
El 14 de febrero de 2025 fue transferido a Grêmio, equipo con el que se comprometió hasta finales de 2027 y con la posibilidad de seguir otro año en función de objetivos.

## Selección nacional

### Sub-15
Realizó su debut en la selección sub-15 el 9 de agosto de 2017, en un amistoso frente al Gremio. Disputó 4 partidos con esta categoría.

### Sub-17
El 28 de agosto de 2018 debuta en partido amistoso frente a Paraguay. Con la sub-17 disputaría un total de 19 encuentros convirtiendo cuatro goles, tres de los cuales fueron en el Campeonato Sudamericano de Fútbol Sub-17 de 2019, donde Uruguay fue sexto.

### Absoluta
Fue citado por Marcelo Bielsa para la fecha FIFA de septiembre de 2023 para los partidos por Eliminatorias ante Chile y Ecuador. Finalmente debutó ante La Tri el 12 de septiembre, ingresando para el segundo tiempo del partido por Darwin Núñez.

#### Participaciones en Copas América
| Torneo            | Sede           | Resultado     | Partidos | Goles |
| ----------------- | -------------- | ------------- | -------- | ----- |
| Copa América 2024 | Estados Unidos | Tercer puesto | 4        | 0     |

#### Participaciones con la selección mayor
| Partidos | Partidos | Partidos  | Partidos                | Partidos                 | Partidos                   | Partidos | Partidos                  | Partidos       | Partidos |
| N.º      | Rival    | Resultado | Fecha                   | Lugar                    | Competencia                | Goles    | Cambio                    | DT             | Ref.     |
| -------- | -------- | --------- | ----------------------- | ------------------------ | -------------------------- | -------- | ------------------------- | -------------- | -------- |
| 1        | Ecuador  | 1:2       | 12 de setiembre de 2023 | Quito, · Ecuador         | Eliminatorias Mundial 2026 | –        | 46' por Darwin Núñez      | Marcelo Bielsa |          |
| 2        | Colombia | 2:2       | 12 de octubre de 2023   | Barranquilla, · Colombia | Eliminatorias Mundial 2026 | -        | 46' por Facundo Pellistri | Marcelo Bielsa |          |
| 3        | Bolivia  | 3:0       | 21 de noviembre de 2023 | Montevideo, · Uruguay    | Eliminatorias Mundial 2026 | –        | 86' por Agustín Canobbio  | Marcelo Bielsa |          |

## Estadísticas

### Clubes
Actualizado hasta su último partido disputado el 1 de junio de 2025.
| Club                             | Div.          | Temporada     | Liga  | Liga  | Liga   | Copas nacionales | Copas nacionales | Copas nacionales | Copas internacionales | Copas internacionales | Copas internacionales | Total | Total | Total  |
| Club                             | Div.          | Temporada     | Part. | Goles | Asist. | Part.            | Goles            | Asist.           | Part.                 | Goles                 | Asist.                | Part. | Goles | Asist. |
| -------------------------------- | ------------- | ------------- | ----- | ----- | ------ | ---------------- | ---------------- | ---------------- | --------------------- | --------------------- | --------------------- | ----- | ----- | ------ |
| C. A. Rentistas · Uruguay        | 2.ª           | 2019          | 25    | 3     | 0      | —                | —                | —                | —                     | —                     | —                     | 25    | 3     | 0      |
| C. A. Rentistas · Uruguay        | 1.ª           | 2020          | 11    | 3     | 2      | —                | —                | —                | —                     | —                     | —                     | 11    | 3     | 2      |
| C. A. Rentistas · Uruguay        | Total club    | Total club    | 36    | 6     | 2      | 0                | 0                | 0                | 0                     | 0                     | 0                     | 36    | 6     | 2      |
| U. D. Almería · España           | 2.ª           | 2020-21       | 3     | 0     | 0      | 1                | 0                | 1                | —                     | —                     | —                     | 4     | 0     | 1      |
| U. D. Almería · España           | Total club    | Total club    | 2     | 0     | 0      | 1                | 0                | 1                | 0                     | 0                     | 0                     | 4     | 0     | 1      |
| C. A. Peñarol · Uruguay          | 1.ª           | 2021          | 13    | 0     | 0      | —                | —                | —                | 4                     | 0                     | 0                     | 17    | 0     | 0      |
| C. A. Peñarol · Uruguay          | 1.ª           | 2022          | 2     | 0     | 0      | 1                | 0                | 0                | —                     | —                     | —                     | 3     | 0     | 0      |
| C. A. Peñarol · Uruguay          | Total club    | Total club    | 15    | 0     | 0      | 1                | 0                | 0                | 4                     | 0                     | 0                     | 20    | 0     | 0      |
| C. A. Boston River · Uruguay     | 1.ª           | 2022          | 12    | 4     | 2      | 2                | 0                | 0                | —                     | —                     | —                     | 14    | 4     | 2      |
| C. A. Boston River · Uruguay     | 1.ª           | 2023          | 21    | 6     | 5      | —                | —                | —                | 3                     | 0                     | 1                     | 24    | 6     | 6      |
| C. A. Boston River · Uruguay     | Total club    | Total club    | 33    | 10    | 7      | 2                | 0                | 0                | 3                     | 0                     | 1                     | 38    | 10    | 8      |
| Los Angeles F. C. Estados Unidos | 1.ª           | 2023          | 15    | 2     | 1      | —                | —                | —                | —                     | —                     | —                     | 15    | 2     | 1      |
| Los Angeles F. C. Estados Unidos | 1.ª           | 2024          | 24    | 7     | 1      | 4                | 3                | 2                | 6                     | 4                     | 2                     | 34    | 14    | 5      |
| Los Angeles F. C. Estados Unidos | Total club    | Total club    | 39    | 9     | 2      | 4                | 3                | 2                | 6                     | 4                     | 2                     | 49    | 16    | 6      |
| Grêmio F-B. P. A. · Brasil       | 1.ª           | 2025          | 7     | 2     | 0      | 8                | 2                | 0                | 6                     | 1                     | 2                     | 21    | 5     | 2      |
| Grêmio F-B. P. A. · Brasil       | Total club    | Total club    | 7     | 2     | 0      | 8                | 2                | 0                | 6                     | 1                     | 2                     | 21    | 5     | 2      |
| Total carrera                    | Total carrera | Total carrera | 132   | 27    | 11     | 16               | 5                | 3                | 19                    | 5                     | 5                     | 167   | 37    | 19     |
| 1. 2.                            |               |               |       |       |        |                  |                  |                  |                       |                       |                       |       |       |        |

### Selecciones nacionales
Actualizado hasta su último partido disputado el 25 de marzo de 2025.
| Selección          | Año             | Amistosos | Amistosos | Amistosos | Eliminatorias | Eliminatorias | Eliminatorias | Continental | Continental | Continental | Mundial | Mundial | Mundial | Total | Total | Total  |
| Selección          | Año             | Part.     | Goles     | Asist.    | Part.         | Goles         | Asist.        | Part.       | Goles       | Asist.      | Part.   | Goles   | Asist.  | Part. | Goles | Asist. |
| ------------------ | --------------- | --------- | --------- | --------- | ------------- | ------------- | ------------- | ----------- | ----------- | ----------- | ------- | ------- | ------- | ----- | ----- | ------ |
| Sub-17 · Uruguay   | 2017            | —         | —         | —         | —             | —             | —             | 8           | 3           | 1           | —       | —       | —       | 8     | 3     | 1      |
| Sub-17 · Uruguay   | Total           | 0         | 0         | 0         | 0             | 0             | 0             | 8           | 3           | 1           | 0       | 0       | 0       | 8     | 3     | 1      |
| Sub-23 · Uruguay   | 2024            | 1         | 1         | 1         | —             | —             | —             | —           | —           | —           | —       | —       | —       | 1     | 1     | 1      |
| Sub-23 · Uruguay   | Total           | 1         | 1         | 1         | 0             | 0             | 0             | 0           | 0           | 0           | 0       | 0       | 0       | 1     | 1     | 1      |
| Absoluta · Uruguay | 2023            | —         | —         | —         | 3             | 0             | 0             | —           | —           | —           | —       | —       | —       | 3     | 0     | 0      |
| Absoluta · Uruguay | 2024            | —         | —         | —         | 4             | 0             | 0             | 4           | 0           | 0           | —       | —       | —       | 8     | 0     | 0      |
| Absoluta · Uruguay | 2025            | —         | —         | —         | 1             | 0             | 0             | —           | —           | —           | —       | —       | —       | 1     | 0     | 0      |
| Absoluta · Uruguay | Total           | 0         | 0         | 0         | 8             | 0             | 0             | 4           | 0           | 0           | 0       | 0       | 0       | 12    | 0     | 0      |
| Total selección    | Total selección | 1         | 1         | 1         | 8             | 0             | 0             | 12          | 3           | 1           | 0       | 0       | 0       | 21    | 4     | 2      |
| 1. 2.              |                 |           |           |           |               |               |               |             |             |             |         |         |         |       |       |        |

## Palmarés

### Títulos nacionales
| Título                      | Club              | País           | Año  |
| --------------------------- | ----------------- | -------------- | ---- |
| Torneo Apertura             | C. A. Rentistas   | Uruguay        | 2020 |
| Primera División de Uruguay | C. A. Peñarol     | Uruguay        | 2021 |
| Supercopa Uruguaya          | C. A. Peñarol     | Uruguay        | 2022 |
| U.S. Open Cup               | Los Angeles F. C. | Estados Unidos | 2024 |